# The Press Gang; or, A Romance in the Time of King George III
The Press Gang; or, A Romance in the Time of King George III è un cortometraggio muto del 1908 diretto da J. Stuart Blackton.

## Produzione
Il film fu prodotto dalla Vitagraph Company of America

## Distribuzione
Distribuito dalla Vitagraph Company of America anche con il titolo breve The Press Gang, il film uscì nelle sale statunitensi il 25 luglio 1908.